# Vladimir Geršonovič Drinfeld
Vladimir Geršonovič Drinfeld (rusky Владимир Гершонович Дринфельд, ukrajinsky Володимир Гершонович Дрінфельд, Volodymyr Heršonovyč Drinfeľd; * 14. února 1954 Charkov, Ukrajinská SSR, SSSR) je ukrajinský matematik v současnosti působící v USA. Zabývá se především algebraickou geometrií a teorií čísel. Je také původcem konceptu kvantové grupy a je autorem několika důležitých výsledků v matematické fyzice. Je nositelem Fieldsovy medaile za rok 1990.